# 阿姆斯特丹博物馆
阿姆斯特丹博物馆（Amsterdam Museum，2011年前称为阿姆斯特丹历史博物馆）是一座介绍阿姆斯特丹历史的博物馆。1975年开始，它就位于前市立孤儿院的建筑卡弗街和Nieuwezijds Voorburgwal之间。

## 历史
博物馆1926年在阿姆斯特丹测量所开幕，这是一个15世纪的称量房。1975年搬迁至如今位置，新地址1580年原先是阿姆斯特丹的市立孤儿院，经过亨德里克·德凯泽和彼得·德凯泽两父子扩充，1634年又经过雅各布·范·坎彭改造，一直经营到1960年。

## 画廊

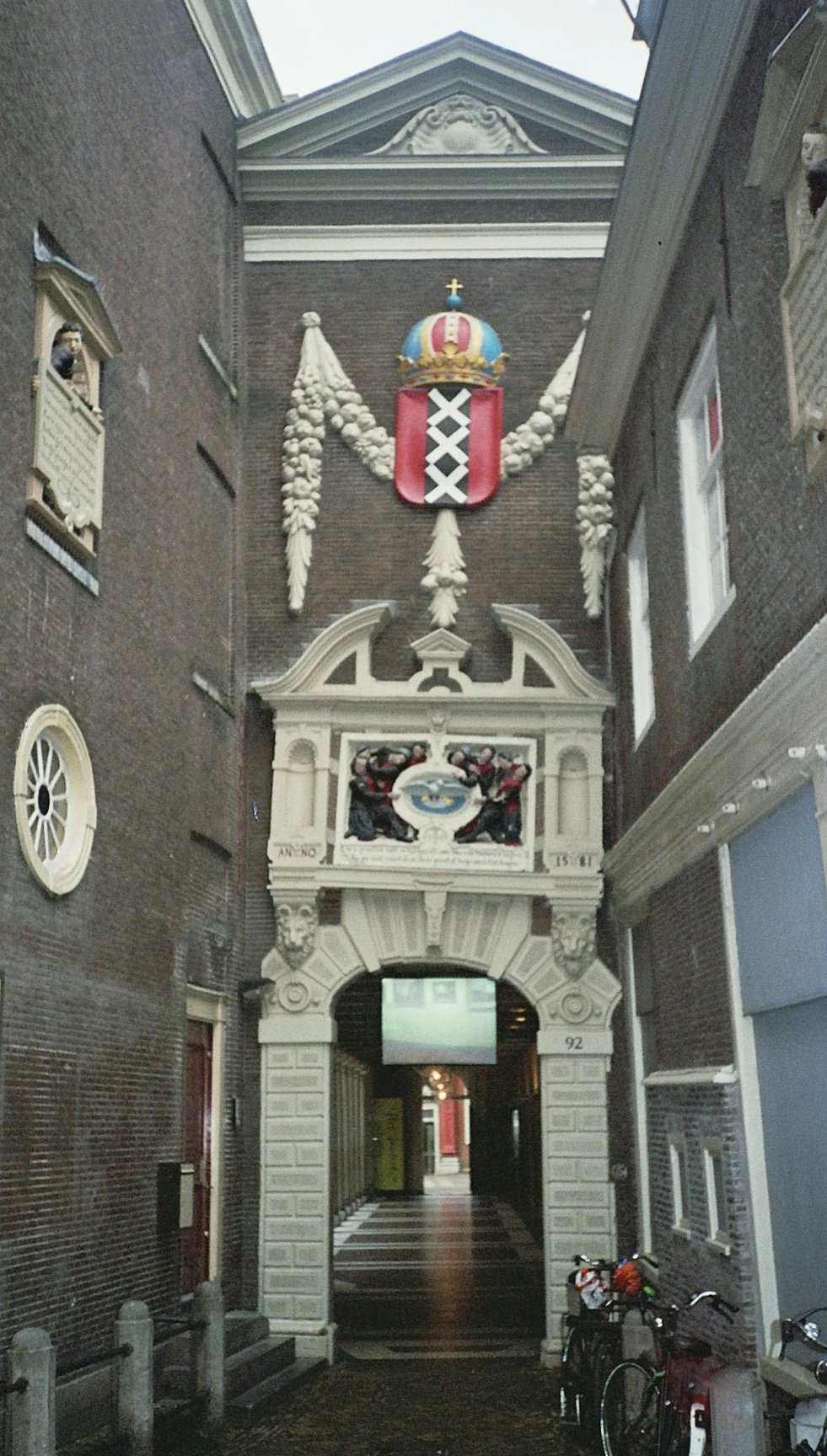
阿姆斯特丹市徽在博物馆入口处
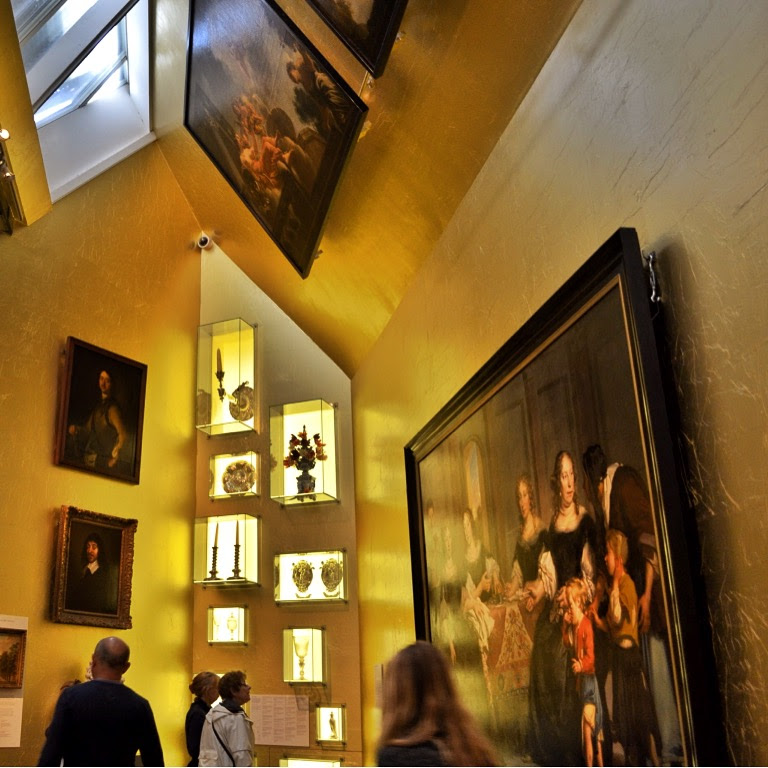
现代艺术展厅
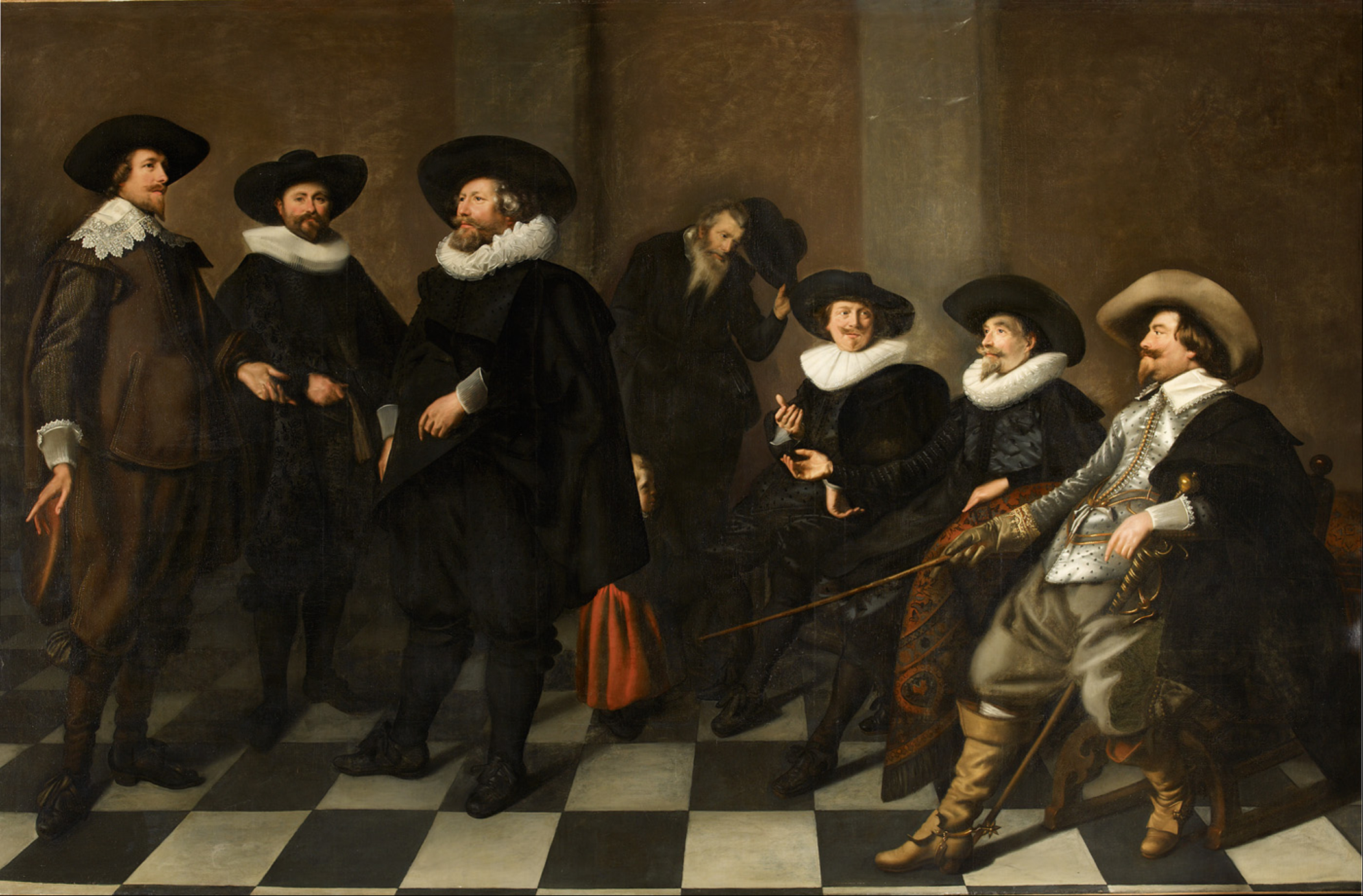
老城孤儿院，仍可以清晰看到孤儿院1633年建立时的围墙。